# Naboukhodonosor II
Nebuchadnezzar II (Tiếng Aram: ܢܵܒܘܼ ܟܲܕܲܪܝܼ ܐܲܨܲܪ, phiên âm Ne-bu-ka-nét-za, Chữ hình nêm: 𒀭𒀝𒆪𒁺𒌨𒊑𒋀 Nabû-kudurri-uṣur) hay Nabuchodonosor II, đọc như Na-bu-cô-đô-nô-do II Listenⓘ (khoảng 642 – 562 TCN) là vua của Vương triều Chaldea xứ Babylon, trị vì từ khoảng 605 TCN đến 562 TCN. Ông là người đã cho xây dựng vườn treo Babylon huyền thoại. Tên của ông có nghĩa là "Nabu, người bảo hộ khỏi sự rủi ro". Sự nghiệp của ông được đề cập trong sách Đa-ni-en. Ông đã chinh phạt Judah và Jerusalem, rồi trục xuất những người Do Thái ra khỏi đây. Ông thường được gọi là "Nebuchadnezzar Đại đế" (Daniel 1:1; Jeremiah 25:11). Hiện nay, tại Iraq và một số quốc gia vùng Trung Đông, Nebuchadnezzar được xem là một ông vua kiệt xuất trong lịch sử. Ông cũng là người phá hủy ngôi đền Solomon của người Do Thái, nơi phụng thờ Chúa và tàn sát.

## Cuộc đời
Nebuchadnezzar là con trai cả và là người kế vị của Nabopolassar, một quan chức Assyria đã nổi dậy chống lại Đế quốc Assyria và trở thành vua của Babylon vào năm 620 TCN. Nebuchadnezzar được nhắc đến lần đầu tiên vào năm 607 TCN, trong thời gian tiêu diệt kẻ thù của Assyria là Babylon, khi đó ông còn là hoàng tử. Vào năm 605 TCN, ông đã liên minh với Cyaxares, người cai trị Medes, đã lãnh đạo một đội quân chống lại người Assyria và Ai Cập, lúc đó đang chiếm đóng Syria, và trong Trận chiến Carestoish sau đó, Pharaoh Necho II đã bị đánh bại và Syria và Phoenicia rơi vào sự kiểm soát của Babylon. Nabopolassar qua đời vào tháng 8 năm 605 TCN và Nebuchadnezzar trở về Babylon để lên ngôi. Trong vài năm tiếp theo, ông cho củng cố lại biên giới phía đông và phía bắc của đất nước, vào năm 595 TCN| 594 TCN, đã có một cuộc nổi loạn nghiêm trọng nhưng ngắn ngủi ở xứ Babylon. Vào năm 594/3 TCN, quân đội được đưa đến phía tây, có thể do sự trỗi dậy của pharaoh Psamtik II lên ngai vàng Ai Cập. Trong cuộc bao vây Jerusalem, Nebuchadnezar bắt vua Jehoiachin cùng với các công dân và thợ thủ công nổi tiếng và bổ nhiệm Zedekiah làm Vua của Judah ở vị trí của ông, sau này đã nổi loạn và cố gắng tổ chức sự đối lập giữa các quốc gia nhỏ trong khu vực nhưng thủ đô Jerusalem của ông, được thực hiện vào năm 587 trước Công nguyên (các sự kiện được mô tả trong Sách Kinh thánh và Sách Giê-rê-mi). [6] Trong những năm sau đó, Nebuchadnezzar đã hợp nhất Phoenicia và các tỉnh Cilicia (phía tây nam Anatolia) của Assyria vào đế chế của mình và có thể đã vận động ở Ai Cập. [13] Trong những năm cuối đời, ông dường như đã bắt đầu cư xử phi lý, "trả [không] chú ý đến con trai hay con gái", và vô cùng nghi ngờ con trai mình. [14] Các vị vua đến sau ông chỉ cai trị một thời gian ngắn vàNabonidus, dường như không thuộc hoàng tộc, đã bị lật đổ bởi nhà chinh phạt Ba Tư Cyrus Đại đế chưa đầy hai mươi lăm năm sau cái chết của Nebuchadnezzar.
Các tàn tích của Babylon của Nebuchadnezzar được trải rộng trên hai ngàn mẫu Anh, tạo thành khu khảo cổ lớn nhất ở Trung Đông. [7] Ông mở rộng cung điện hoàng gia (bao gồm trong đó là một bảo tàng công cộng, có thể là đầu tiên của thế giới), xây dựng và sửa chữa các ngôi đền, xây dựng một cây cầu bắc qua Euphrates, và xây dựng một đại lộ quy trình lớn (Đường quy trình) và cửa ngõ (Ishtar Cổng) trang trí xa hoa với gạch tráng men. [15] Mỗi mùa xuân xuân (bắt đầu năm mới), một bức tượng của thần Mardukđược diễu hành từ ngôi đền của nó đến một ngôi đền bên ngoài các bức tường, trở lại qua Cổng Ishtar và xuống Con đường xử lý, được lát bằng đá màu và lót bằng những con sư tử đúc, giữa những đám đông đang vui mừng.